# Битка код персијске границе
Битка код персијске границе (551. п. н. е.) била је други обрачун између Међана и Персијанаца током Персијског устанка. Упрко с томе што Персијанци нису остварили потпуну победу, битка је показала да Медија губи војну снагу у региону у корист Персије. Ово је била прва битка у којој је учествовао персијски владар Камбиз I заједно са својим сином, 24-годишњим Киром Великим. Битка која је трајала два дана завршила је тактичком победом Персијанаца, након чега су се повукли на југ где је вођена опсада пасаргадског брда.
Битка код персијске граници споменута је у фрагментима Николаја из Дамаска, и у делима других историчара који спомињу битку код Хирбе, али није споменута у Херодотовој „Историји“. Већина савремених историчара сматра да је Херодот споменуо само прву и последњу битку Персијског устанка, који се углавном темељи на две његове описане битке. Сукоб на персијској граници је први општи сукоб Међана и Персијанаца. У овој бици Кир Велики је остварио тактичку победу против надмоћније међанске војске, после чега се повукао на југ у Персију где је вођена одлучујућа битка која је одлучивала не само о исходу рата већ и о судбини персијског народа.

## Позадина
Након бтике код Хирбе Кир Велики се повукао до границе са Медијом, док је међански владар Астијаг одлучио да нападне Персију са више од 1.205.000 војника. У бици која ће уследити коњица је имала водећу важност код обе стране, док су бојна кола готово потпуно изгубила на важности. Од огромне медијске војске само је мањи део учествовао у биткама, док су Персијанци користили све засположиве снаге које су имали. Астијаг је претходно покушао да наговори Кира на предају, али се овај пут одлучио за масовни напад без милости. Име града на персијској граници који су бранили Кир и његов отац Камбиз I није споменуто у историјским документима, али је очигледно да је био од велике стратешке важности. Када је Астијаг са међанском војском дошао у близину града, персијски цивили били су по потреби спремни на евакуацију. Истовремено, Кир и Камбиз су подигли персијску војску, али није поуздано јесу ли Оебар (који је помогао Киру да дође на престо) и Харпаг учествовали на Кировој страни током ове битке, али се зна да је Оебар у почетку био Киров лични саветник. Историчар Николај из Дамаска, који је познат по честом мењању имена, спомиње да је Харпаг учествовао у овој бици, будући да је касније постао други по заповедном реду у Кировој персијској војсци, али се чини да се заправо радило о Оебару. Судећи према Херодотовим делима, Харпаг је учествовао на персијској страни годину дана након избијања персијског устанка (551. п. н. е.). Уочи почетка битке, Астијаг се са својим елитним трупама стационирао ка задњем делу међанских војних формација.

## Повод
Фрагменти Николаја из Дамаска спомињу:

„Кир је храбрио Персијанце, а Оебар је заузео положаје на узвисини планине где је поставио војне формације, и довео људе из отворених у утврђене градове. Астијаг је је наредио да се запале напуштени градови, позвао Атрадата и Кира на предају истовремено их омаловажавајући. Кир је одговорио да Астијаг није препознао моћ богова који су натерали њега и њему сличне да промене своју судбину од пастира до револуционара. Такође, позвао је међанског владара да врати међанску војску и омогући Персијанцима слободу јер су били бољи од Међана.“

## Битка
Након неуспешних преговора, дошло је до главне битке. Астијаг је предводио 20.000 својих личних чувара, док је насупрот њему стајала персијска војска са Атрадатом на десном крилу, Оебаром на левом, као и Киром у средишту који је предводио најхрабрије персијске ратнике. Персијанци су се храбро одбранили и побили много Међана, па је Астијаг наводно заплакао на свом трону и завапио: „Како се храбро боре ти прождрљивци пистаћа“. Ипак, Персијанци су били неуспоредиво бројчано надјачани па су се повукли у обилижњи утврђени град. Кир и Оебар су предложили евакуацију жена и деце на југ у Пасаргад, и наставак битке идућег дана: „Ако будемо поражени сви ћемо умрети, а ако тако мора бити онда је боље пасти у победи за слободу наше земље“. Наведени Кирови подстицаји су изазивали бес код персијских војника према Међанима што им је дало вољу за одлучујући напад. Идућег јутра врата града су отворена и сви Персијанци су кренули у офанзиву, док је Атрадат заједно са старцима остао да чува градске зидине. Док су се Кир и Оебар борили на бојном пољу, Астијаг је послао 100.000 војника да их нападну са леђа, што је присилило Персијанце на повлачење. Атрадат је након битке био тешко рањен, а Астијаг му је рекао: „Био си одличан сатрап, зар ми на овакав начин враћаш за све што сам учинио за тебе и твог сина?“. Атрадат му је наводно задњим речима одговорио: „Не знам краљу, које је божанство узбудило овај бес код мог сина, али ме немој мучити јер ћу ускоро умрети.“ На то му је Астијаг узвратио: „Нећу те мучити, јер знам да не би дошло до овога да је твој син слушао твоје савете.“ Атрадат је убрзо умро, а Астијаг га је достојно сахранио.

## Последице
Након првог дана борбе Персијанци су нанели велике губитке Астијаговој личној гарди која је била састављена углавом од коњице, али приликом другог дана под налетом масовних међанских снага повукли су се на југ у Персију. Неименовани град у близини персијске границе убрзо је пао, док је његов чувар Камбиз I (Атрадат) рањен па је недуго затим подлегао ранама. Историчари данас се данас двоуме око тога да ли је битка другог дана била део главне битке, или да се може сматрати као засебна битка. Након што су се Персијанци повукли на југ, Николај из Дамаска тврди да је Астијаг одмах напустио освојени град и кренуо у потеру за Киром, док је у граду оставио мањи гарнизон својих војника. Међани су доживели психолошки шок будући да су се Персијанци показали војно надмоћнијима у првој бици, где су остварили тактичку победу. Након битке на персијској граници обе стране су прегруписале своје снаге и припремале се за завршни обрачун који ће уследити за годину дана поред персијске метрополе Пасаргада; у бици код пасаргадског брда и бици код Пасаргада.

„Истовремено, Кир и Оебар су се после храброг отпора повукли у Пасаргад.“ (Николајеви фрагменти)

### Античка дела
- Ктезије: „Персика“
- Николај из Дамаска: Фрагменти дела

### Савремена дела
- Rawlinson, George (2007) [1885]. The Seven Great Monarchies of the Ancient Eastern World. New York: John B. Eldan Press.
- W. B. Fischer, Ilya Gershevitch i Ehsan Yarshster: The Cambridge History of Iran, издавач: Cambridge University Press, 1. свеска, 1993.. pp. 145.
- Peter N. Stearns i William L. Langer: „Енциклопедија светске историје: античка, средњовјековна и модерна“ (The Encyclopedia of World History: Ancient, Medieval, and Modern), издавач: Houghton Mifflin Press, Boston, 2001.. pp. 40.
- Duncker, Max (1881). History of Antiquity. London: Richard Bentley.
- Robert Anderson Edward: „Историја несталих цивилизација Истока“ (The Story of Extinct Civilizations of the East), издавач: Phillips McClure, 1904.
- Hugh Chisholm - The Encyclopædia Britannica: A Dictionary of Arts, Sciences, Literature and General Information, Cambridge, Engleska; New York, издавач: The University Press, 1910.
- Laymon, Charles M. (1971). The Interpreter's One Volume Commentary on the Bible: Introduction and Commentary. Abingdon Press.
- Dandamaev, M. A. (1989). A Political History of the Achaemenid Empire. BRILL. ISBN 978-90-04-09172-6.
- Orr, James (1915). The International Standard Bible Encyclopaedia. Howard-Severance Company. стр. 774.